# Sârbi, Botoșani
Sârbi este un sat în comuna Vlăsinești din județul Botoșani, Moldova, România.
Satul cuprinde 460 gospodării în care trǎiesc 1187 persoane.
Suprafața satului este de 2807,60 ha.

## Personalități
- Dumitru Corbea (n. 6 septembrie 1910 - d. 26 martie 2002), pe numele real Dumitru Cobzaru, scriitor.

 Acest articol despre o localitate din județul Botoșani este deocamdată un ciot. Puteți ajuta Wikipedia prin completarea lui.